# Наоко Нишигаи
Наоко Нишигаи (јап. 西貝 尚子; 22. јануар 1969) бивша је јапанска фудбалерка.

## Репрезентација
За репрезентацију Јапана дебитовала је 1999. године. Са репрезентацијом Јапана наступала је на Светском првенству (1999). За тај тим одиграла је 2 утакмице.

## Статистика
| Јапан  | Јапан | Јапан |
| Год.   | Ута.  | Гол.  |
| ------ | ----- | ----- |
| 1999   | 2     | 0     |
| Укупно | 2     | 0     |